# 리아신 카다무로벤타이바
리아신 카다무로벤타이바(아랍어: لياسين كادامورو بيتايبا, Liassine Cadamuro-Bentaïba, 1988년 3월 5일 ~ )는 알제리의 축구 선수로 포지션은 수비수이다. 현재 소속이 없다.
알제리와 이탈리아 혈통을 갖고 있다. 2016년 6월 프랑스의 여자 축구 선수인 루이자 네시브와 결혼했다.